# Васепиево
Васепиево — деревня в Ярском районе Удмуртии, входит в состав Ворцинского сельского поселения.

## Население
| 2010 | 2012 |
| ---- | ---- |
| 55   | ↘53  |

## Улицы
В селе имеются две улицы: Восточная и Первомайская.